# São Vicente (municipalité du Cap-Vert)
Pour les articles homonymes, voir São Vicente.

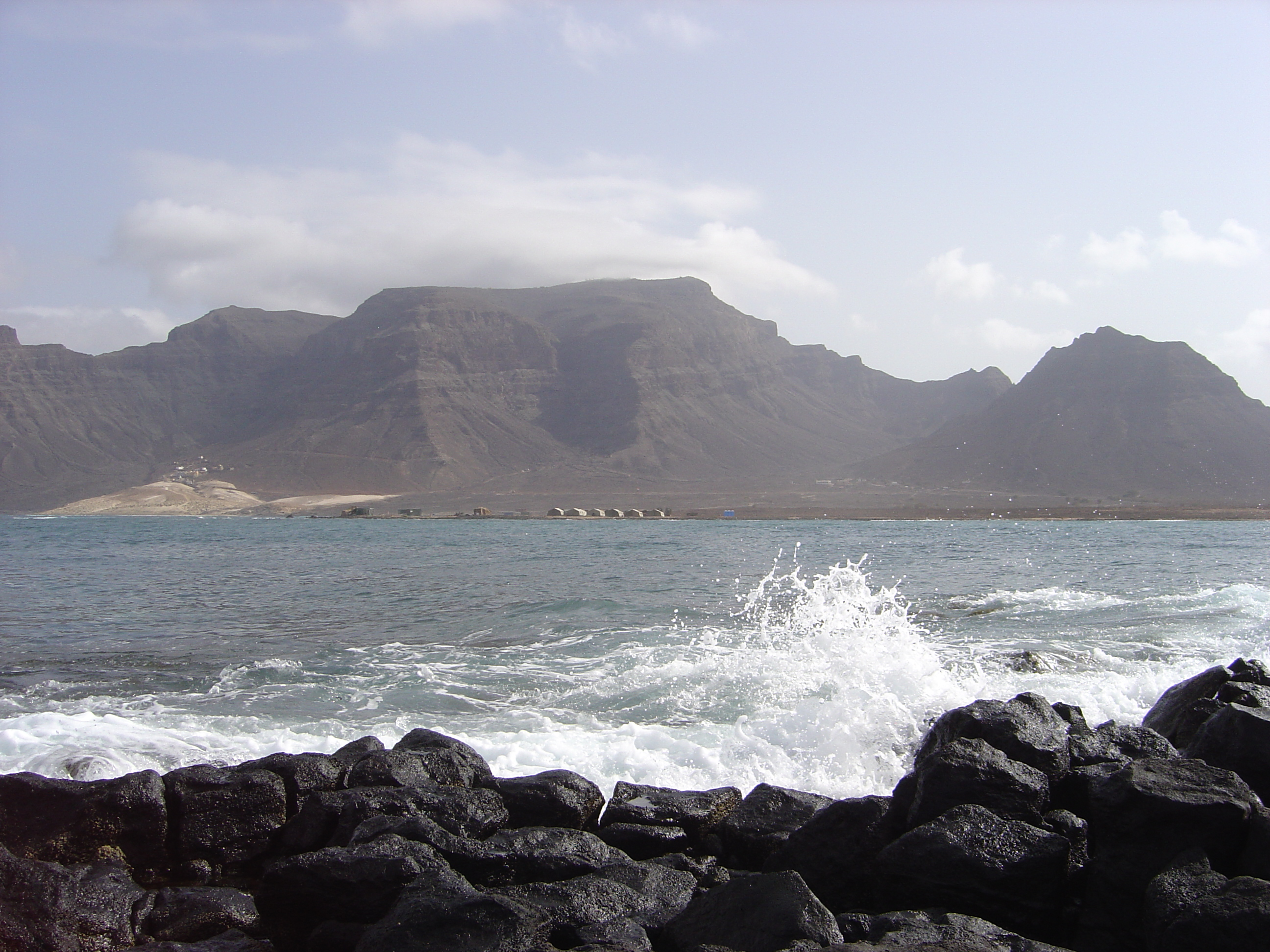
Le Monte Verde

La municipalité de São Vicente est une municipalité (concelho) du Cap-Vert. C'est la seule municipalité de l'île de São Vicente, dans les îles de Barlavento. La petite île de Santa Luzia y est également rattachée. Le siège de la municipalité se trouve à Mindelo.

## Population
Lors du recensement de 2010, la municipalité comptait 76 140 habitants.